# Осадьківка
Оса́дьківка — село в Україні, у Куп'янському районі Харківської області. Входить до складу Куп'янської міської громади. Населення становить 73 осіб.

## Географія
Село Осадьківка знаходиться на лівому березі річки Сенек, вище за течією на відстані 1 км розташоване село Василівка, нижче за течією на відстані 2 км розташоване село Стінка, на протилежному березі — села Пойдунівка і Тамарганівка. Через село проходить залізниця, станція Осадьківка.

## Історія
Під час організованого радянською владою Голодомору 1932—1933 років померло щонайменше 14 жителів села.
До 2020 року орган місцевого самоврядування — Осинівська сільська рада.

## Населення

### Мова
Розподіл населення за рідною мовою за даними перепису 2001 року:
| Мова            | Кількість | Відсоток |
| --------------- | --------- | -------- |
| українська      | 62        | 84.93%   |
| російська       | 10        | 13.70%   |
| інші/не вказали | 1         | 1.37%    |
| Усього          | 73        | 100%     |